# Monomotapa United FC
Monomotapa United Football Club w skrócie Monomotapa United FC – zimbabwejski klub piłkarski grający w pierwszej lidze zimbabwejskiej, mający siedzibę w mieście Harare.

## Sukcesy
- I liga[1]:
  - mistrzostwo (1): 2008.

## Występy w afrykańskich pucharach
| Sezon | Rozgrywki     | Runda              | Kraj                          | Klub                     | Dom | Wyjazd | Dwumecz |
| ----- | ------------- | ------------------ | ----------------------------- | ------------------------ | --- | ------ | ------- |
| 2009  | Liga Mistrzów | wstępna            |                               | Miembeni SC              | 2–0 | 1–2    | 3–2     |
| 2009  | Liga Mistrzów | 1                  | Południowa Afryka             | Ajax Kapsztad            | 2–1 | 2–3    | 4–3     |
| 2009  | Liga Mistrzów | 2                  | Wybrzeże Kości Słoniowej      | ASEC Mimosas             | 2–0 | 0–1    | 2–1     |
| 2009  | Liga Mistrzów | gr. B (4. miejsce) | Tunezja                       | Étoile Sportive du Sahel | 2–1 | 0–2    | 2–3     |
| 2009  | Liga Mistrzów | gr. B (4. miejsce) | Nigeria                       | Heartland FC             | 2–1 | 1–3    | 3–4     |
| 2009  | Liga Mistrzów | gr. B (4. miejsce) | Demokratyczna Republika Konga | TP Mazembe               | 0–2 | 0–5    | 0–7     |

## Stadion
Domowe mecze klub rozgrywa na stadionie o nazwie Rufaro Stadium w Harare, który może pomieścić 35000 widzów.